# Mohammed Afsal Pulikkalakath
Mohammed Afsal Pulikkalakath (* 3. Februar 1996) ist ein indischer Leichtathlet, der sich auf den Mittelstreckenlauf spezialisiert  hat.

## Sportliche Laufbahn
Erste internationale Erfahrungen sammelte Mohammed Afsal Pulikkalakath bei den Jogos da Lusofonia 2014 in Goa, bei denen er in 4:10,60 min die Bronzemedaille im 1500-Meter-Lauf gewann. 2019 nahm er an den Asienmeisterschaften in Doha teil und belegte dort in 1:54,68 min den siebten Platz über 800 Meter. Anfang Dezember gewann er bei den Südasienspielen in Kathmandu in 1:51,25 min die Silbermedaille hinter Indunil Herath aus Sri Lanka. 2023 gelangte er dann bei den Asienmeisterschaften in Bangkok mit 1:48,77 min auf Rang sieben im 800-Meter-Lauf. Im Oktober gewann er bei den Asienspielen in Hangzhou in 1:48,43 min die Silbermedaille hinter dem Saudi-Araber Essa Ali Kzwani. Im Jahr darauf belegte er bei den Hallenasienmeisterschaften in Teheran in 1:55,16 min den sechsten Platz über 800 Meter.
In den Jahren 2018 und 2019 wurde Afsal indischer Meister im 800-Meter-Lauf.

## Persönliche Bestzeiten
- 800 Meter: 1:46,17 min, 27. Mai 2023 in Oordegem
  - 800 Meter (Halle): 1:53,54 min, 18. Februar 2024 in Teheran
- 1500 Meter: 3:46,48 min, 26. September 2017 in Chennai